# Iljušin Il-62
Iljušin IL-62 (NATO naziv Classic) je uskotrupni mlazni putnički avion koji je u tadašnjem Sovjetskom Savezu konstruirao biro „Iljušin“. Konstruiran kao nasljednik turbopropelerskog IL-18.  S gotovo 200 sjedala, bio je najveći putnički zrakoplov kada je prvi put poletio 1963., sa potpuno ručnim kontrolama leta. Jedan je od četiri zrakoplova dugog doleta, a drugi konkurenti bili su Boeing 707, Douglas DC-8 i Vickers VC10.

Aeroflot ga je počeo upotrebljavati 1967. godine i služio je kao zrakoplov dugog doleta nekoliko desetljeća. Posebnost zrakoplova je konfiguracija s četiri motora u repu, slična poslovnom Lockheed JetStaru i britanskom Vickersu VC10.

IL-62 zamijenio je turbopropelerni Tu-114 na dugim rutama. Koristio ga je Sovjetski Savez i još 30 zemalja.

Postoje i VIP verzije za prijevoz političara i drugih uglednika. IL-62 ima znatno veće operativne troškove od modernih zrakoplova, pa se polako izbacuje iz upotrebe. Njegovi nasljednici su IL-86 i IL-96.

## Tehničke karakteristike

### Osnovne karakteristike
• Posada: 5

• Kapacitet: 168÷186 putnika

• Duljina: 53,12 m

• Raspon krila: 43,20 m

• Visina: 12,35 m

• Površina krila: 279,55 m²

• Masa praznog vozila: 71 600 kg

• Maks. težina pri polijetanju: 165 000 kg

• Zapremina goriva: 105 300 L

### Letne karakteristike
• Najveća brzina: 900 km/h
 
• Dolet: 10 000 km s 10 000 kg nosivosti

• Najveća visina leta: 12 000 m

• Brzina uspinjanja: 18 m/s

• Motori: 4 × Solovjev D-30KU turboventilatorski motor 107,9 kN svaki